# Cruel Town
Cruel Town är det fjärde studioalbumet av den svenska rockgruppen Broder Daniel, utgivet 2003 på Dolores Recordings. Det var det sista studioalbumet bandet släppte innan de upplöstes år 2008. Likt det föregående albumet Broder Daniel Forever producerades Cruel Town av Mattias Glavå. Det blev en albumetta i Sverige. Första singeln "When We Were Winning" toppade den svenska singellistan och följdes upp av "Shoreline" som, trots en lägre listplacering på plats 20, kom att bli gruppens signaturlåt. Därefter släpptes en tredje singel, "What Clowns Are We".
Albumet släpptes även på vinyl i 500 exemplar med svart vinyl och som promotion på lila vinyl i 300 exemplar.[källa behövs]

## Bakgrund
Håkan Hellström, som hade varit gruppens basist på Broder Daniel Forever (1998) lämnade 2002 gruppen för andra gången till förmån för sin solokarriär. Man valde dock att inte rekrytera någon ny basist utan istället fick Theodor Jensen ta över basen medan Anders Göthberg blev ensam gitarrist. 

## Inspelning
Cruel Town spelades in vid SR Studio 12 i Göteborg med Mattias Glavå som producent och Fredrik Björling som assisterande ljudtekniker. Det mixades sedan av Joshua vid Varispeed Studios och masterades av Håkan Åkesson vid Cutting Room.

## Låtlista
Alla låtar är skrivna och komponerade av Henrik Berggren utom musiken till "Hardened Heart", skriven av Anders Göthberg och Berggren . 
| Nr  | Titel                  | Längd |
| --- | ---------------------- | ----- |
| 1.  | Cruel Town             | 3:59  |
| 2.  | Shoreline              | 4:20  |
| 3.  | When We Were Winning   | 4:46  |
| 4.  | Dark Star              | 3:29  |
| 5.  | Burn Heart Burn        | 3:23  |
| 6.  | Hardened Heart         | 3:14  |
| 7.  | Army of Dreamers       | 3:24  |
| 8.  | Only Life I Know       | 3:32  |
| 9.  | Out of This Town       | 3:56  |
| 10. | Dump for Broken Dreams | 3:30  |
| 11. | What Clowns Are We     | 5:06  |

## Medverkande
Broder Daniel
- Henrik Berggren – sång
- Anders Göthberg – gitarr
- Theodor Jensen – bas
- Pop-Lars – trummor

Produktion
- Broder Daniel – producent
- Fredrik Björling – assisterande ljudtekniker
- Mattias Glavå – producent
- Carl Hjelte – fotografier
- John the Fisherman – formgivning
- Joshua – ljudmix (vid Varispeed Studios)
- Ismail Samie – A&R
- Håkan Åkesson – mastering (vid Cutting Room)

Information från Discogs.

## Listplaceringar
| Lista (2003-2004)           | Högsta placering |
| --------------------------- | ---------------- |
| Sverige (Sverigetopplistan) | 1                |